# Kirche des Ehrwürdigen Symeon Stylites hinter der Jausa

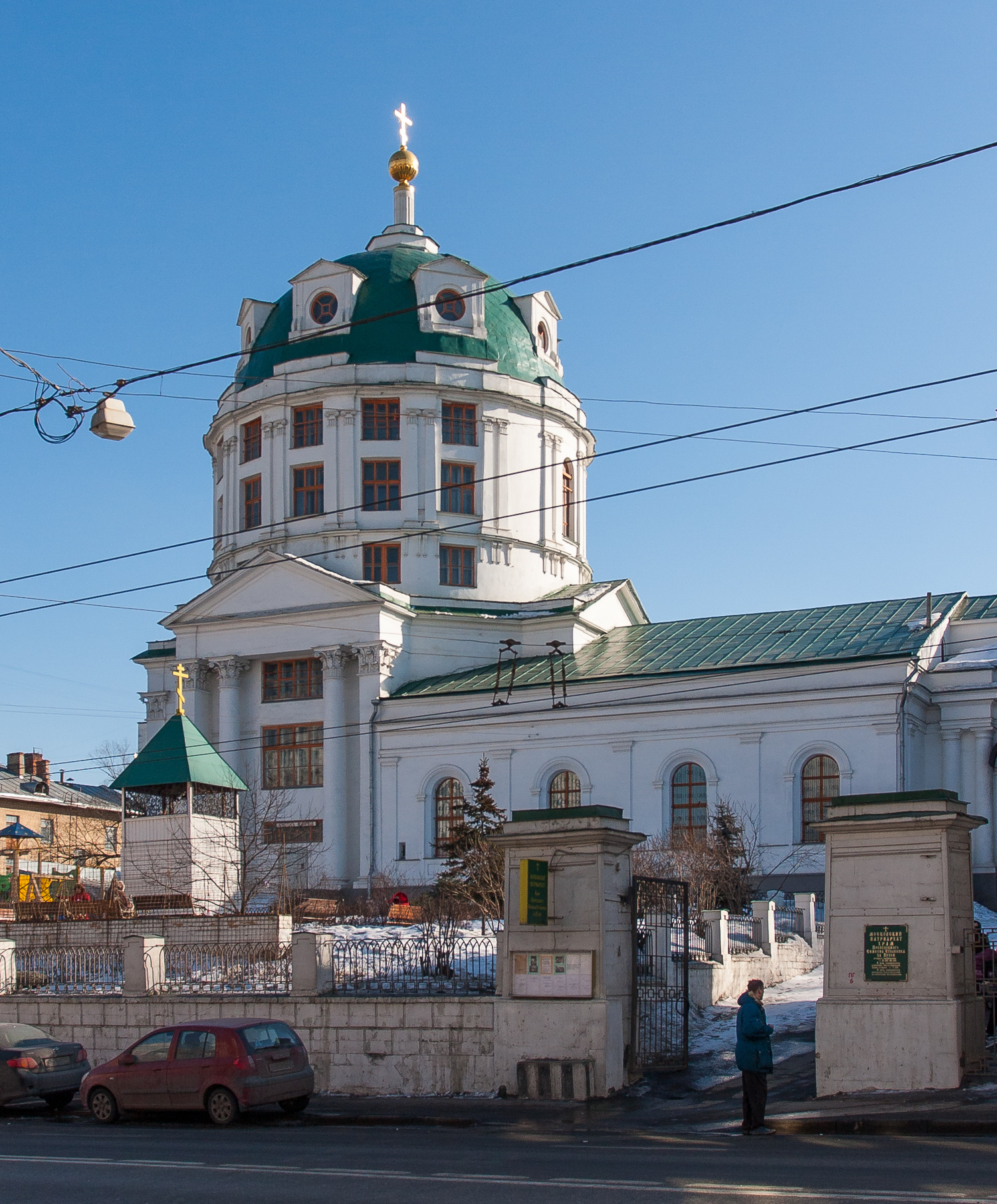
Kirche des Ehrwürdigen Symeon Stylites hinter der Jausa

Die Kirche des Ehrwürdigen Symeon Stylites hinter der Jausa (russisch Храм Преподобного Симеона Столпника за Яузой) ist eine im Moskauer Stadtteil Taganski im Zentralen Verwaltungsbezirk gelegene russisch-orthodoxe Kirche aus dem 17. Jahrhundert.

## Geschichte

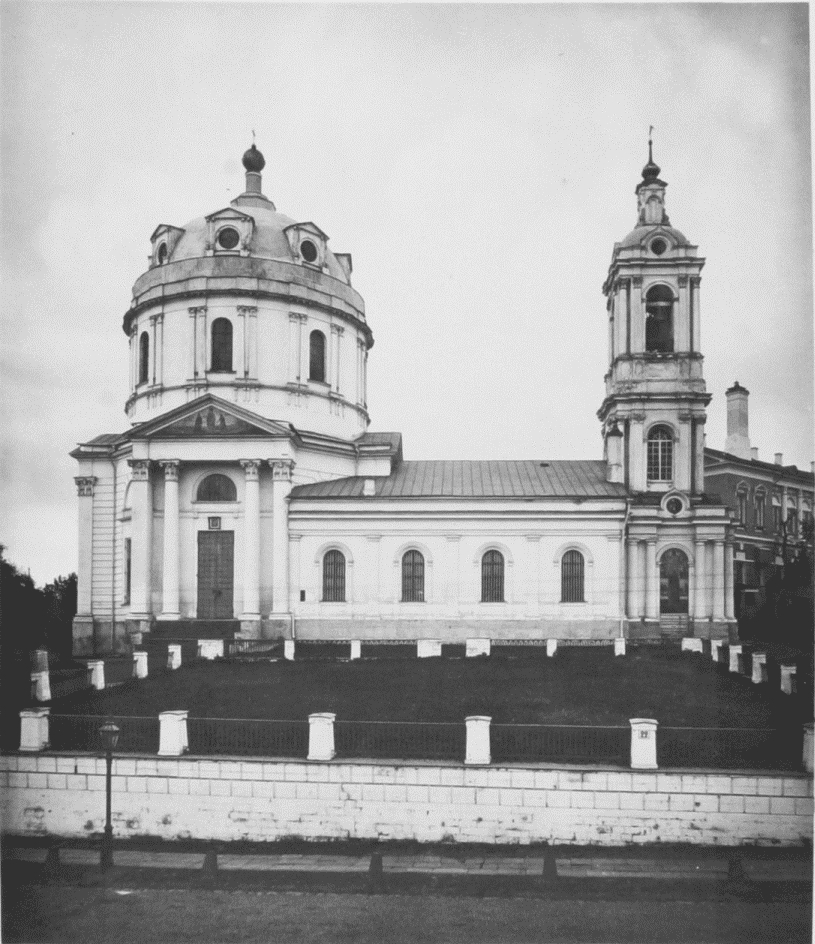
Foto von 1882

Die Symeon-Kirche liegt in der Nikolojamskaja-Straße, am linken Ufer der Jausa, im historischen Teil Moskaus, einst Sajausje (rus.Заяузье) – „Gebiet hinter der Jausa“ genannt. Am 1. Septemberjul. / 11. September 1598greg., dem Tag Symeon Stylites des Älteren wurde Zar Boris Godunow inthronisiert. Zu Ehren Symeons wurde im Jahr 1600 an dieser Stelle eine Kirche (vermutlich aus Holz) erbaut. Bereits 1657 wurde die Symeon-Kirche als Steinkirche erwähnt. Nach einer Spendenaktion 1731 wurde die Kirche überbaut und 1733 geweiht. 1763 bis 1768 baute Architekt I. M. Nasarow ein Refektorium, finanziert durch Spenden des Kaufmanns A. I. Malenkow. 1785 wurde die Kirche mit einer Mauer umgeben (bis heute erhalten), 1789 der Glockenturm fertiggestellt.
Diese Kirche existierte nur annähernd 20 Jahre. 1792 begann der Bau einer neuen Kirche. Den Bau finanzierten S. P. Wasiljew und besonders Ivan Rodionowitsch Bataschow, Bergwerksbesitzer und einer der reichsten Männer Russlands. Unmittelbar hinter der Symeon-Kirche errichtete Bataschow sein eigenes prachtvolles Herrenhaus – Usadba Bataschowa. Der Architekt ist unbekannt, vermutlich Rodion Kasakow oder Matwei Kasakow. Als 1798 die Kuppel in sich zusammenstürzte, wurde die Kirche schwer beschädigt und erst 1812 wiederhergestellt, 1813 restauriert und geweiht. 1847 schuf der Architekt Nikolai Tschitschagow eine neue Ikonostase. 1851 wurde das Refektorium restauriert.
1863 wurde eine neue Glocke mit einem Gewicht von 418 Pud (mehr als 6800 kg) gegossen. Da der alte Glockenturm für dieses Gewicht nicht geeignet war, wurde nach einem Entwurf des Architekten Koslowski ein neuer dreistufiger Glockenturm erbaut.
Unter der Sowjetherrschaft 1929 (nach andere Angaben 1926) wurde die Kirche für Gottesdienste geschlossen. Danach begann der Überbau des inneren Kirchenraums. Die Kirche wurde in ein siebenstöckiges Gebäude umgewandelt und von verschiedenen Organisationen genutzt. Die Glockenturm wurde abgerissen. Priester Nikolai rettete Ikonen teilweise in eine nebenliegende Kirche.
1995 wurde die Kirche an die Russisch-Orthodoxe Kirche zurückgegeben und bekam ihre geretteten Ikonen zurück. Jetzt befinden sich bei der Kirche auch eine Sonntagsschule für Kinder, eine Schule für Kirchengesang für Erwachsene, Werkstätte für Ikonenmalerei und Restaurierung sowie ein Verlag.

## Beschreibung
Die Symeonkirche wurde im Stil des Klassizismus erbaut, mit einem hohen, kubischen Hauptbaukörper, mit der Fassade mit Kolonnade, mit großer Rotunde und einer Kuppel mit Dachgauben und mit einem kleinen Tambour. Hohe Fenster, die ursprünglich existierten, wurden in der Sowjetzeit durch drei Reihen rechteckiger Fenster ersetzt, wodurch das Gebäude seine frühere Harmonie verlor.
Die Adresse der Kirche ist Nikilojamskaja 10. Neben der Symeon-Kirche (Nikolojamskaja 12) befindet sich ein Wohngebäude von Kirchenmitarbeitern. Das Gebäude aus dem (vermutlich) 17. Jahrhundert wurde mehrmals (1829–1834, 1902, nach 1917) umgebaut.

## Galerie

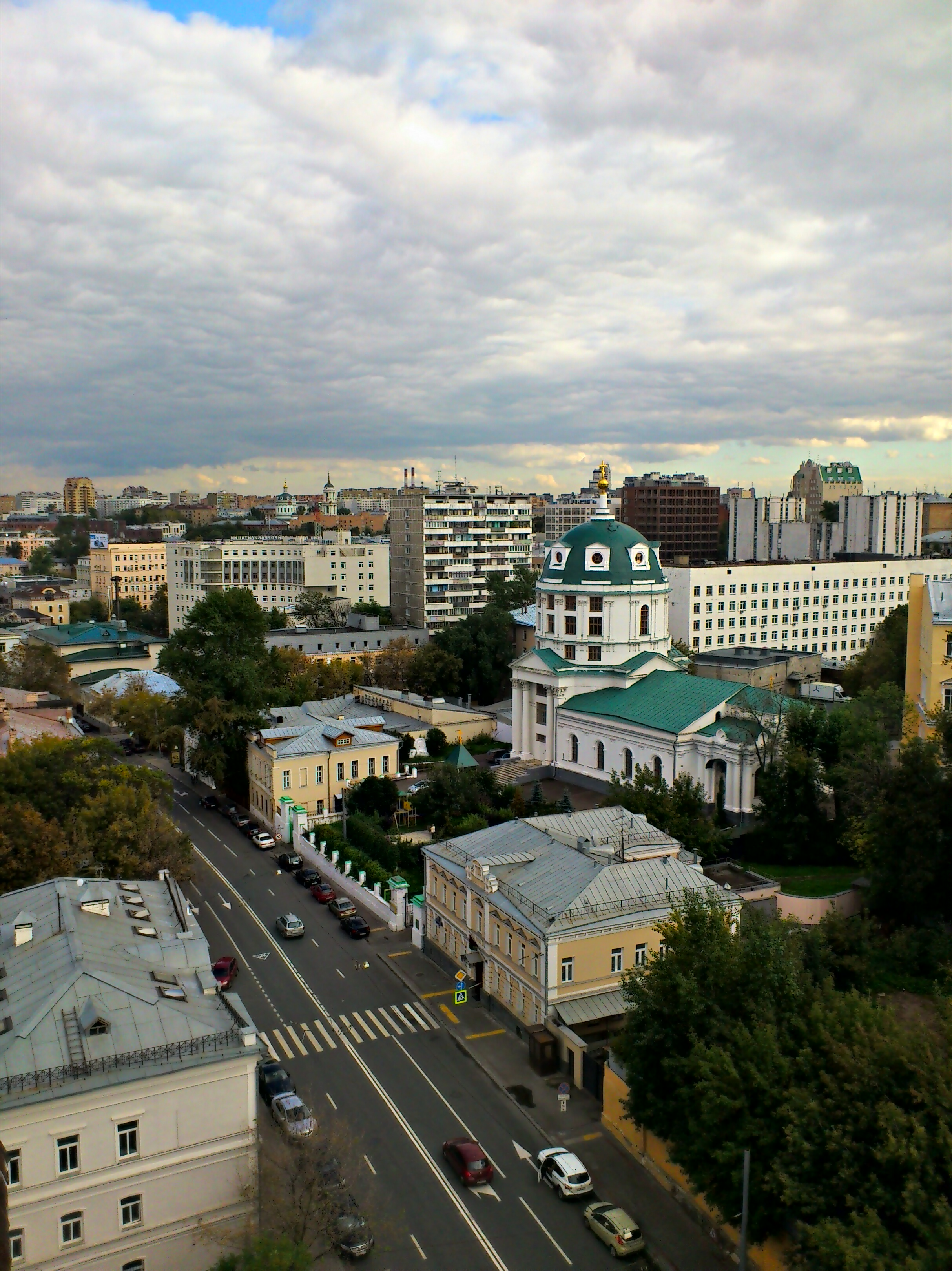
Anfang der Nikolojamskaja-Straße mit Blick auf die Symeon-Kirche. Im Hinterplan ist die St.-Martin-Kirche zu sehen
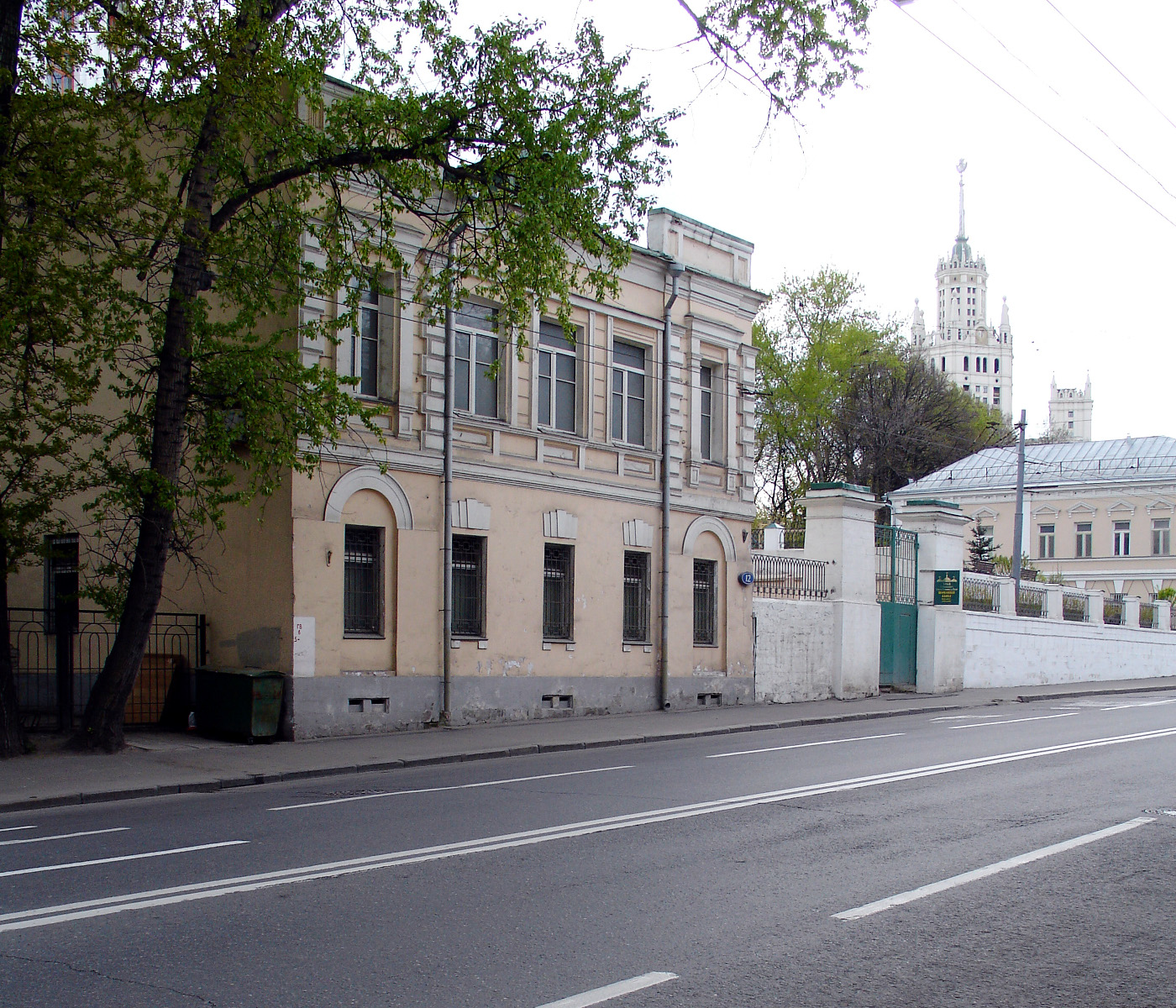
Das Wohngebäude für Kirchenmitarbeiter der Symeon-Kirche
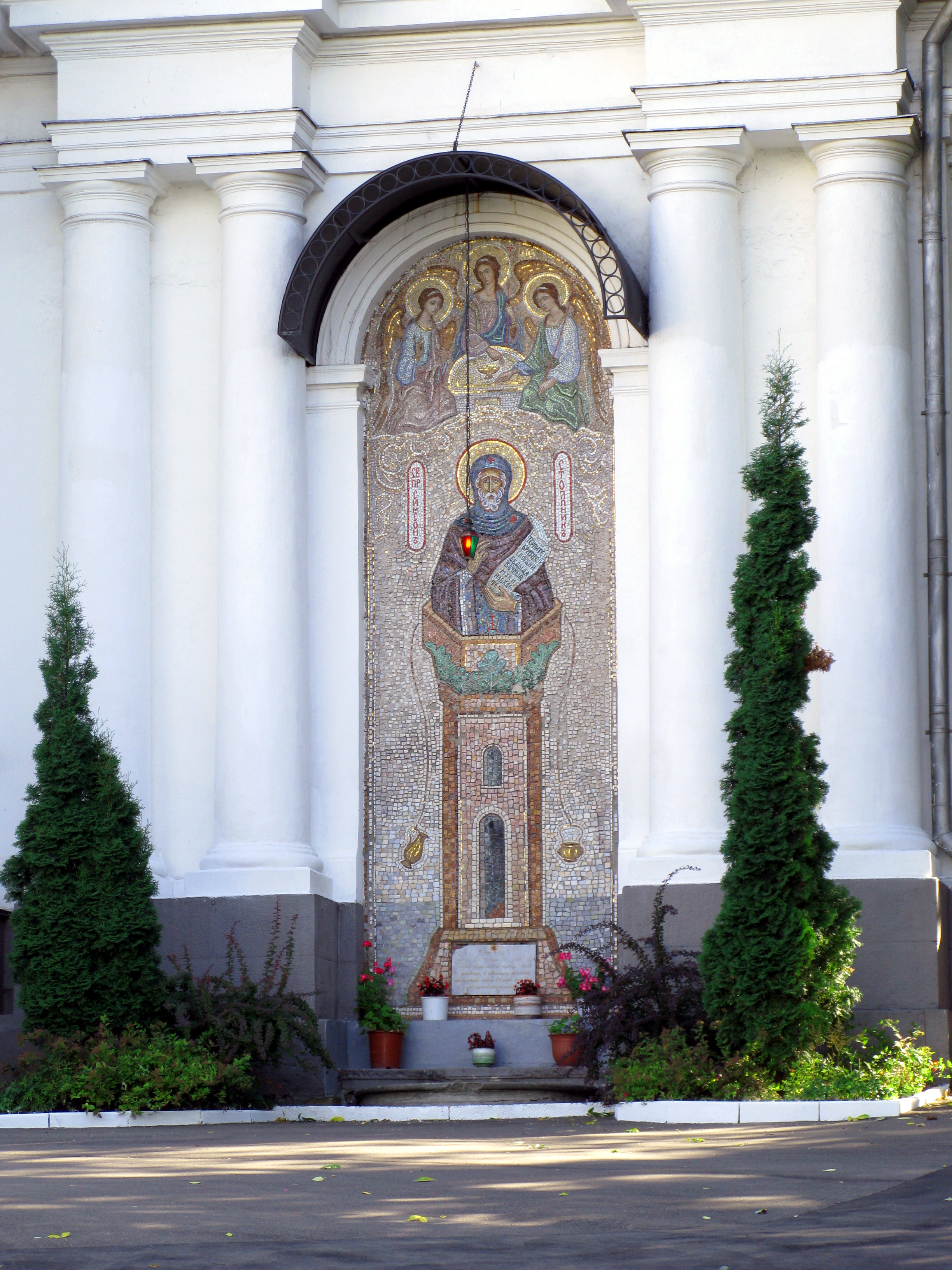
Symeon Stylites. Mosaik aus den 1990er Jahren
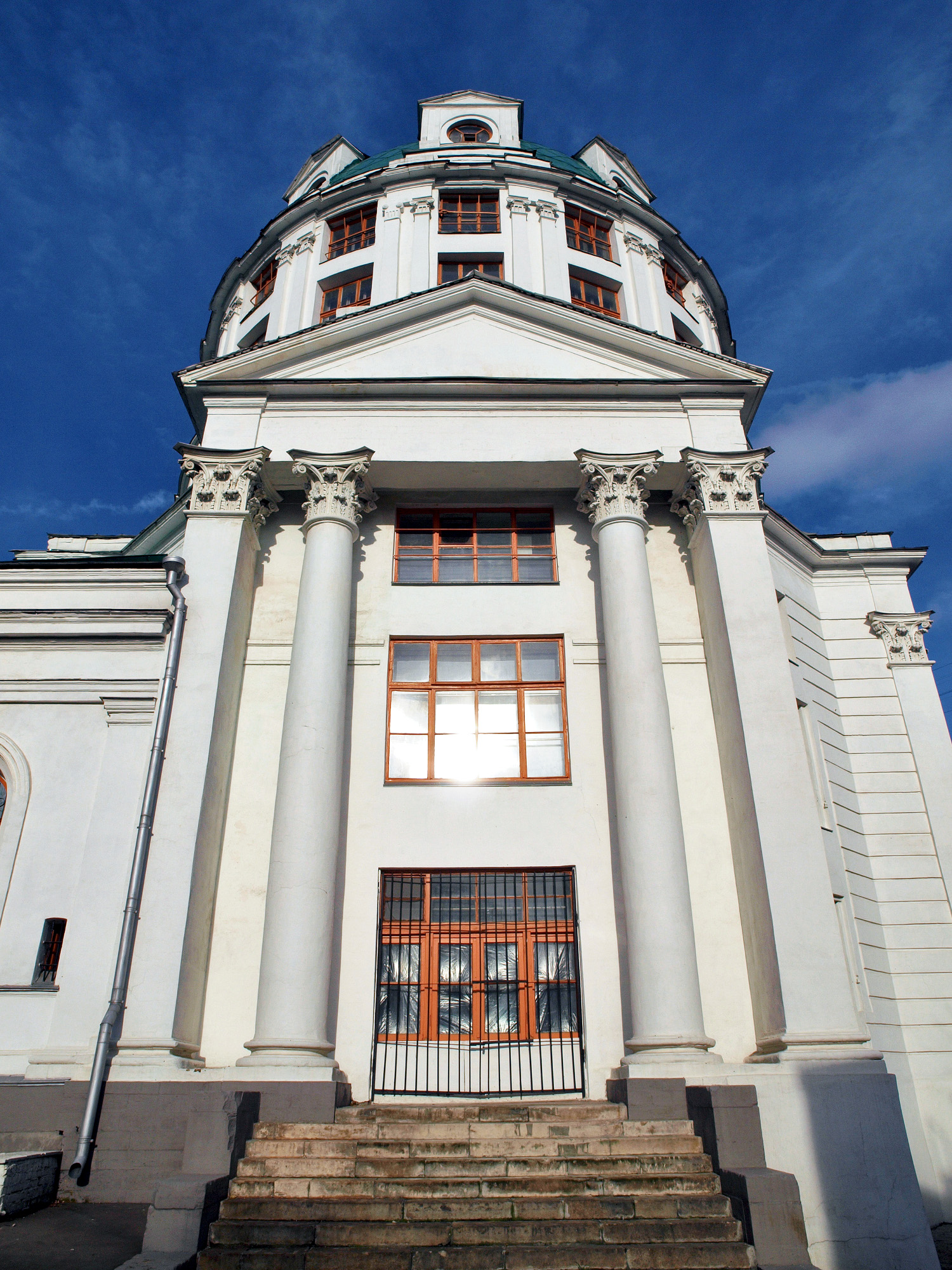
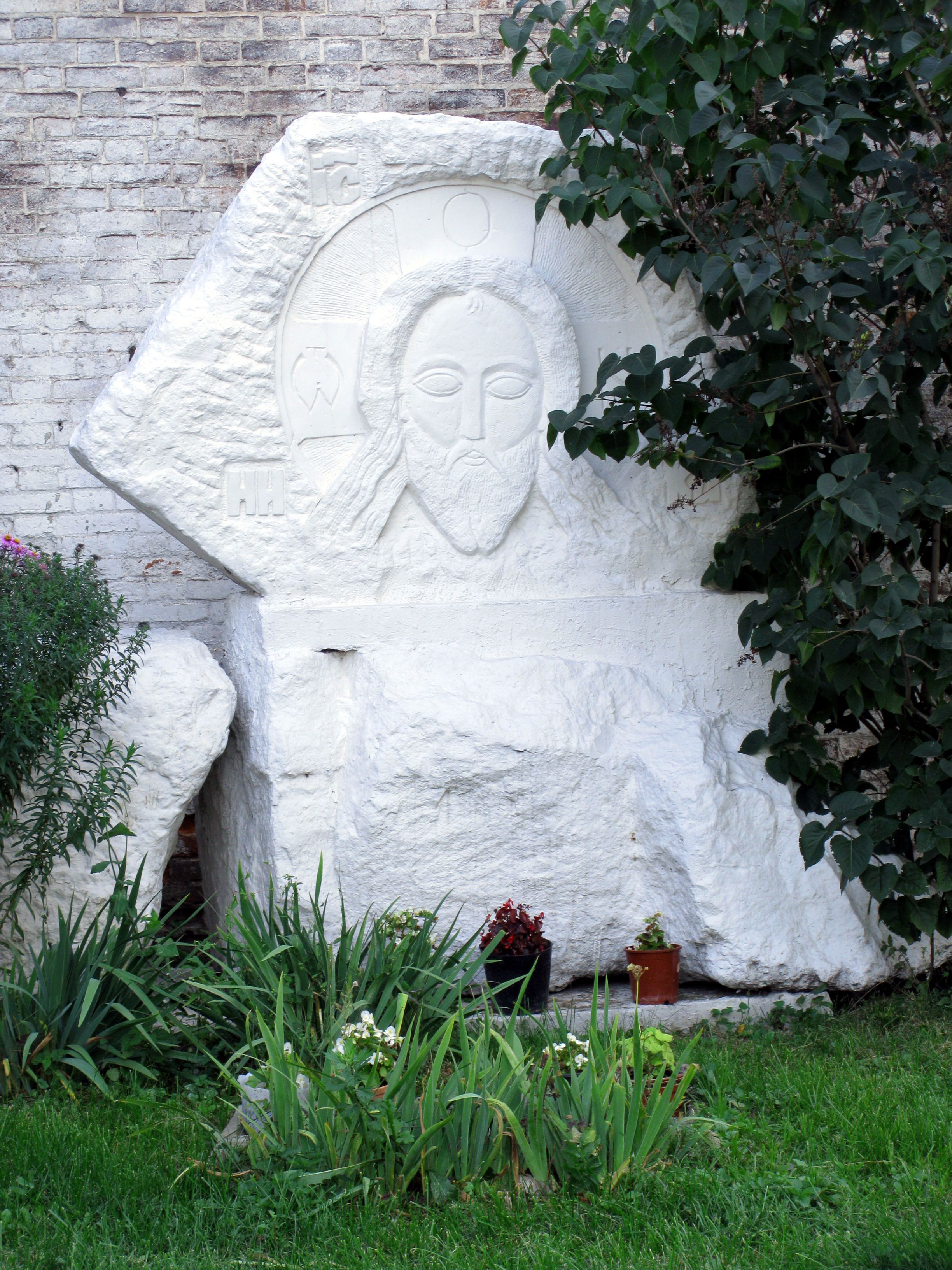
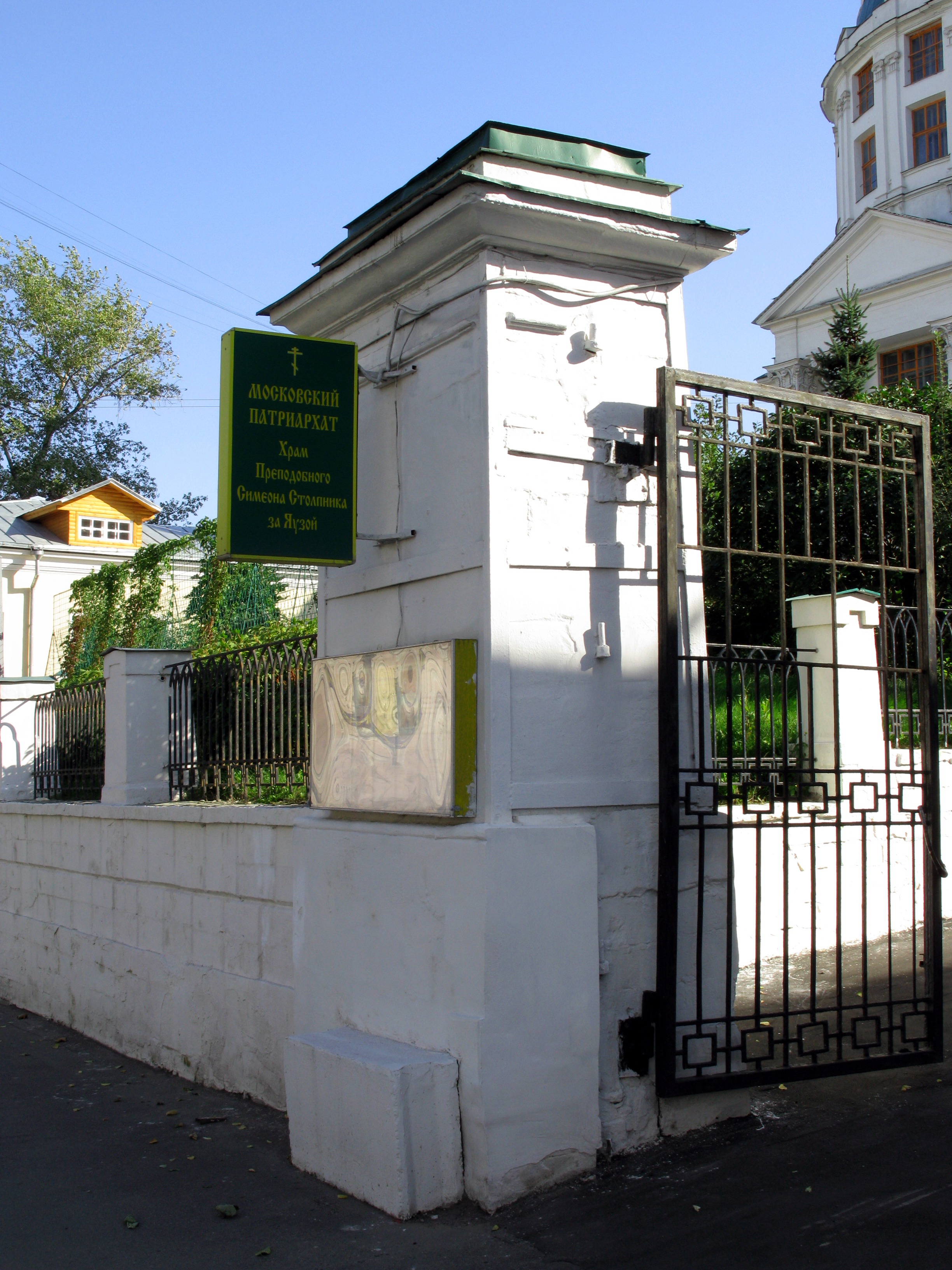
Eingang zum Kirchenkomplex